# Cledaucus
Cledaucus est un roi légendaire du royaume de l'île de Bretagne (actuelle Grande-Bretagne), qui est mentionné par Geoffroy de Monmouth dans son Historia regum Britanniae (vers 1135).

## Contexte
Dénommé Cledaucus ou Cledauc par Geoffroy de Monmouth qui fait de lui le 9e des 25 souverains qui règnent entre la mort de Katellus [Cadell ap Geraint] et Heli [Beli Mawr] . Il succède à Eliud et il a comme successeur Clotenus 
Le  Brut y Brenhinedd le nomme en gallois Clydog. Dans des généalogie postérieures basées sur le manuscrit  Cotton Cleopatra du  Brut il est nommé Clydog ab Ithel.

## Sources
- Geoffroy de Monmouth Histoire des rois de Bretagne, traduit et commenté par Laurence Mathey-Maille, Édition Les belles lettres, coll. « La roue à livres », Paris, 2004,  (ISBN 2-251-33917-5)
- (en) Peter Bartrum, A Welsh classical dictionary: people in history and legend up to about A.D. 1000, Aberystwyth, National Library of Wales, 1993, p. 150 CLYDOG (ab ITHEL), fictitious king of Britain. (Second century B.C.).